# Депрерадовка
Депрерадовка (укр. Депрерадівка) — посёлок, относится к Перевальскому району Луганской области Украины. Под контролем самопровозглашённой Луганской Народной Республики.

## География
К западу от посёлка проходит граница между Луганской и Донецкой областями, а также располагаются село Новогригоровка и крупный город Дебальцево в Донецкой области. Поблизости в Луганской области располагаются: посёлок Боржиковка на северо-северо-западе, село Вергулёвка на севере, посёлки Комиссаровка на северо-востоке, Софиевка и Центральный на востоке, Круглик и Чернухино на юге.

## Население
Население по переписи 2001 года составляло 20 человек.

## Общие сведения
Почтовый индекс — 94325. Телефонный код — 6441. Занимает площадь 0,085 км². Код КОАТУУ — 4423656103.

## Местный совет
94325, Луганская обл., Перевальский р-н, пгт. Комиссаровка, кв. Молодёжный,1